# Вандівер (Алабама)
Вандівер (англ. Vandiver) — переписна місцевість (CDP) в США, в окрузі Шелбі штату Алабама. Населення — 1084 особи (2020).

## Географія
Вандівер розташований за координатами 33°27′32″ пн. ш. 86°31′45″ зх. д. / 33.45889° пн. ш. 86.52917° зх. д. (33.458856, -86.529222).  За даними Бюро перепису населення США в 2010 році переписна місцевість мала площу 54,41 км², з яких 53,01 км² — суходіл та 1,41 км² — водойми.

## Демографія
Згідно з переписом 2010 року, у переписній місцевості мешкало 1135 осіб у 465 домогосподарствах у складі 328 родин. Густота населення становила 21 особа/км².  Було 546 помешкань (10/км²).
Расовий склад населення:
| - 97,9 % — білих - 0,7 % — чорних або афроамериканців - 0,2 % — корінних американців - 0,1 % — азіатів |

До двох чи більше рас належало 0,7 %. Частка іспаномовних становила 1,4 % від усіх жителів.
За віковим діапазоном населення розподілялося таким чином: 19,2 % — особи молодші 18 років, 65,5 % — особи у віці 18—64 років, 15,3 % — особи у віці 65 років та старші. Медіана віку мешканця становила 43,5 року. На 100 осіб жіночої статі у переписній місцевості припадало 106,4 чоловіків;  на 100 жінок у віці від 18 років та старших — 101,1 чоловіків також старших 18 років.
Середній дохід на одне домашнє господарство  становив 70 350 доларів США (медіана — 47 171), а середній дохід на одну сім'ю — 72 331 долар (медіана — 60 063). За межею бідності перебувало 12,3 % осіб, у тому числі 22,1 % дітей у віці до 18 років та 8,6 % осіб у віці 65 років та старших.
Цивільне працевлаштоване населення становило 523 особи. Основні галузі зайнятості: інформація — 19,5 %, будівництво — 13,6 %, освіта, охорона здоров'я та соціальна допомога — 13,0 %.